# Blåvitt (varumärke)

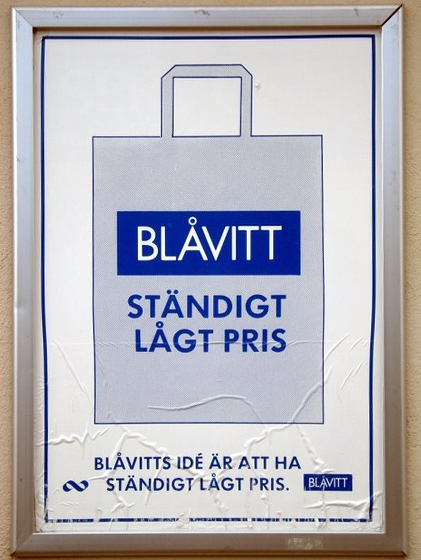
Blåvitt.

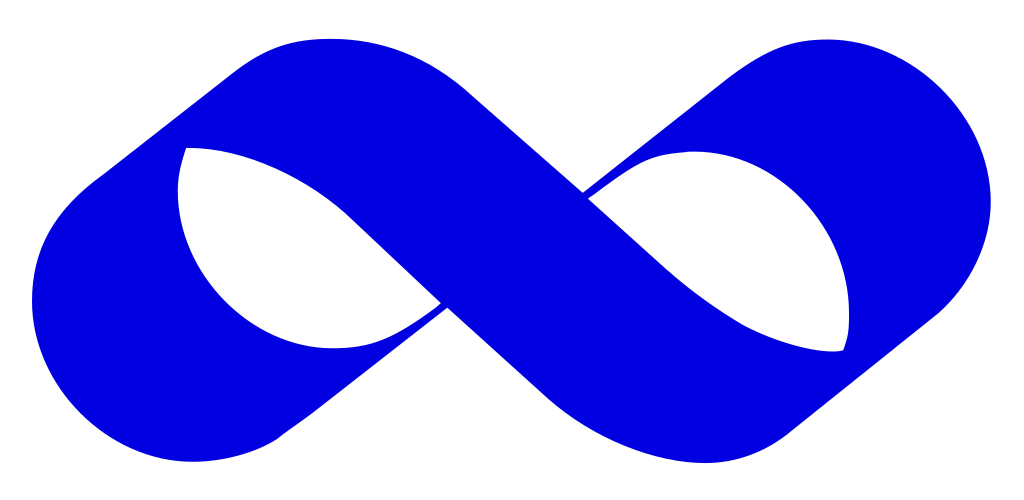
En utgångspunkt för Blåvitts formgivning var KF:s logotyp, evighetssymbolen som en grupp från Kooperativa förbundets arkitektkontor och Annonsbyrån Svea tagit fram 1967, som slutligen ritades av Paul Persson och som formgivaren David Westman använde redan 1957 för KF:s utställning Utan gränser.

Blåvitt var ett varumärke för dagligvaror från Kooperativa förbundet i Sverige. Den första varan var tandkrämen "Tandkräm" 1975, men det var först 1979 som produkterna lanserades som en enhetlig produktserie. Produkterna producerades ofta i KF-koncernens egna fabriker och utmärkte sig genom att vara "märkeslösa", vilket innebar att det inte fanns något varumärkesnamn på förpackningen. De såldes enbart i KF:s butiker och tanken var att de skulle vara billigare än liknande varor av andra märken, bland annat genom att KF inte gjorde någon reklam eller lockpriser för produkterna. Prismärkningen kunde i hög grad även ske redan i fabrikerna, man fick längre produktionsserier och förpackningarnas enkelhet gjorde också att priserna kunde hållas nere. Dessa produkter var 1978 de första i Sverige att vara försedda med streckkoder. En annan idé var att man genom att minska utbudet av varor av olika märken i de egna affärerna skulle göra produkterna billigare. Blåvitts produkter såldes fram till 2000-talet.

## Historia
År 1975 lanserade Kooperativa förbundet de två märkeslösa produkterna Tandkräm (med och utan fluor). Tandkrämerna hade tagits fram i samarbete med de konsumentkooperativa rörelserna i Finland, Norge och Danmark genom det gemensamma tillverkningsföretaget Nordtend. Tandkrämerna blev en försäljningsframgång varför man året därpå lanserades produkten Tvål. och sedan följde bland annat Skorpor, Margarin och Limpa. Vid årsskiftet 1978/1979 utgjorde Tandkräm 16 procent av hela tandkrämsmarknaden i Sverige.
Den 31 januari 1979 lanserades de märkeslösa produkterna som enhetlig produktserie. De inledningsvis 21 produkterna gavs vita förpackningar med produktnamnet skrivet i en versal, fetad, vit sans-serif på en blå kvadrat. Produktnamnen var samma som det generiska namnen, som Kokkaffe, Snabbkaffe och Bryggkaffe respektive Havregryn, Vaniljglass, Korta spaghetti etc.
Idén till de "märkeslösa" varorna hade man hämtat från den franska reklamakaren Jacques Séguéla och hans Produits libres, ett varumärke skapat för livsmedelskedjan Carrefour, med varor som saltet Sel och sockret Sucre.
Lanseringskampanjen genererade omfattande publicitet i svenska medier. Utöver lanseringskampanjen var planen att produkterna inte skulle ges särskild marknadsföring. Utveckling av konceptet och lanseringen gjordes internt på KF och av KF:s annonsbyrå Svea.
Ett år senare, i februari 1980, lanserades blåvita produkter enligt samma koncept i Norge av Norges Kooperative Landsforening. Där fanns de blåvita produkterna kvar fram till 1996.
År 1982 fanns det ett 80-tal blåvita produkter i Sverige och av dessa producerades 16 av Nordtend. År 1986 var det ett 90-tal. Men med så många produkter i serien i kombination med att man inte gjorde reklam för dem resulterade i att kunderna fick svårt att veta vilka produkter som fanns.
Med förändrade köpvanor på 1990-talet började Konsum och Blåvitt att kritiseras för att vara för anonymt, och det Blåvita varumärket sålde inte längre lika bra. Under andra halvan av 1992 lanserade Konsum Stockholm Matmästare Sanders, som en sorts "herr Konsum" och vid årsskiftet 1993 överlät Konsumföreningen Stockholm och Konsum Norrort driften av sina Konsumbutiker till det nybildade Gröna Konsum Stockholm AB, vilket också innebar en ny grafisk profil där grönt och vitt istället blev signalfärger. År 1995 gjordes Blåvitt om och för första gången stod det nu Blåvitt på produkterna. Samtidigt bytte KF logotyp.
Som en del av bildandet av Coop Norden samordnades KF:s varumärken med de danska och norska konsumentkooperationera i början av 2000-talet. År 2003 presenterades det gemensamma lågprismärket Coop X-tra som med tiden ersatte Blåvitt.
Under en period år 2011 återkom Blåvitt tillfälligt med ett sortiment som såldes i begränsad upplaga.